# Kostënki-14
Kostënki-14, è il fossile, scoperto nel 1954 nell'omonimo sito Kostënki-14, localmente noto come Markina Gora, nell'area archeologica di Kostënki–Borščëvo in Russia, di uno scheletro quasi completo di un giovane uomo vissuto circa 40.000 anni fa. È uno dei più completi e meglio conservati fossili dell'Europa orientale risalenti al paleolitico superiore.

## Ritrovamento
Una spedizione sovietica, guidata da Aleksandr Nikolaevič Rogačëv, scoprì nel 1954 nel sito archeologico di Kostënki-14 una fossa funeraria. Al suo interno fu trovato uno scheletro legato, con le braccia tirate al petto, le ginocchia allo stomaco e i talloni al bacino; i denti dello scheletro contenevano il dito indice. Nella fossa furono trovate ossa cosparse di ocra rossa. 

## Descrizione
Nel sito di Kostënki-14 (Markina Gora), sono stati ritrovati i resti fossili di un uomo di sesso maschile vissuto circa 38.700-36.200 anni fa che, grazie all'analisi genetica del DNA antico estratto dalla tibia, è stato identificato come appartenente all'aplogruppo U2 del mtDNA (discendenza femminile), e all'aplogruppo C1b1-K281 del Y-DNA (discendenza maschile). L'aplogruppo U2 è comune tra gli uomini del paleolitico ma è raro tra le popolazioni europe moderne, conservandosi con maggior evidenza tra le popolazioni dell'Asia meridionale e centrale, come anche il C1b dimostra l'antica connessione con le popolazioni asiatiche.
Il rinvenimento ha grande importanza per lo studio della storia genetica dell'Europa, perché il genoma di Kostënki-14 rappresenta una prima prova della separazione tra lignaggi europei e asiatici orientali; tutti i cacciatori-raccoglitori europei datati ad un periodo successivo a quello attribuito a Kostënki–14, condividono con gli europei moderni tratti derivanti dalla deriva genetica, quindi circa 38.700-36.200 anni fa esisteva già una deriva genetica specifica dell'Eurasia occidentale.
È stato scoperto che aveva una stretta relazione sia con i cacciatori-raccoglitori europei paleolitici che con quelli siberiani, come gli individui di Sungir' della Russia occidentale, la donna Peștera Muierii (34 kya) in Romania, il "ragazzo di Mal'ta" (24 kya) della Siberia sud-orientale (antico eurasiatico settentrionale) e con i successivi cacciatori-raccoglitori mesolitici dell'Europa (cacciatori-raccoglitori occidentali) e della Siberia occidentale, così come con una popolazione basale ancestrale dei primi agricoltori europei, ma non con i moderni asiatici orientali.
Kostënki-14 ha mostrato che i principali componenti ancestrali degli europei contemporanei erano probabilmente già geneticamente differenziati e imparentati almeno 36.200 anni fa, con la moderna struttura genomica europea risalente al Paleolitico superiore, oltre ad un certo livello di antica mescolanza con i Neanderthal, percentualmente superiore a quella ritrovata in altri resti fossili, che ha permesso al team di scienziati di stimare l'epoca della mescolanza tra umani e neandertaliani a 54.000 anni fa.

### Annotazioni
1. ↑  Il sottogruppo C1b1 sembra essere una linea arcaica europea, non più presente (o rara) nei moderni europei, che però è ancora presente nelle popolazioni del Medio Oriente, Asia meridionale e sud-orientale.[7]

### Riferimenti
1. ↑  (EN) Andaine Seguin-Orlando, Thorfinn S. Korneliussen, Martin Sikora, Anna-Sapfo Malaspinas, Andrea Manica, Ida Moltke, Anders Albrechtsen, Amy Ko, Ashot Margaryan, Vyacheslav Moiseyev, Ted Goebel, Michael Westaway, David Lambert, Valeri Khartanovich, Jeffrey D. Wall, Philip R. Nigst, Robert A. Foley, Marta Mirazon Lahr, Rasmus Nielsen, Ludovic Orlando e Eske Willerslev, Genomic structure in Europeans dating back at least 36,200 years, in Science, 346}, 2014,  pp. 1113-1118, DOI:10.1126/science.aaa0114. URL consultato il 5 maggio 2025.
2. ↑  (EN) Ancient and Modern Europeans Have Surprising Genetic Connection, su NBC News, 7 novembre 2014. URL consultato il 5 maggio 2025.
3. ↑  (EN) Reconstruction of a man, su ar.culture.ru. URL consultato il 5 maggio 2025.
4. 1 2   Il complicato mosaico genetico degli antichi europei, su lescienze.it. URL consultato l'8 maggio 2025.
5. ↑  (EN) Y-SNP calls for Kostenki 14, su Genetiker, 14 novembre 2014. URL consultato l'8 maggio 2025.
6. ↑  (EN) Roberta Estes, Kostenki14 – A New Ancient Siberian DNA Sample, su DNAeXplained - Genetic Genealogy, 12 novembre 2014. URL consultato l'8 maggio 2025.
7. 1 2   Human haplogroups, su www.marres.nl. URL consultato l'8 maggio 2025.
8. ↑   Qiaomei Fu, Cosimo Posth, Mateja Hajdinjak, Petr M, Mallick S, Fernandes D, Furtwängler A, Haak W, Meyer M, Mittnik A, Nickel B, Peltzer A, Rohland N, Slon V, Talamo S, Lazaridis I, Lipson M, Mathieson I, Schiffels S, Skoglund P, Derevianko AP, Drozdov N, Slavinsky V, Tsybankov A, Cremonesi RG, Mallegni F, Gély B, Vacca E, Morales MR, Straus LG, Neugebauer-Maresch C, Teschler-Nicola M, Constantin S, Moldovan OT, Benazzi S, Peresani M, Coppola D, Lari M, Ricci S, Ronchitelli A, Valentin F, Thevenet C, Wehrberger K, Grigorescu D, Rougier H, Crevecoeur I, Flas D, Semal P, Mannino MA, Cupillard C, Bocherens H, Conard NJ, Harvati K, Moiseyev V, Drucker DG, Svoboda J, Richards MP, Caramelli D, Pinhasi R, Kelso J, Patterson N, Krause J, Pääbo S e Reich D., The genetic history of Ice Age Europe, in Nature, vol. 534, n. 7606, 9 giugno 2016,  pp. 200–205, DOI:10.1038/nature17993. URL consultato l'8 maggio 2025.
9. 1 2  (EN) Jamie Giberti, Kostenki Project, su www.arch.cam.ac.uk, 29 aprile 2019. URL consultato il 6 maggio 2025.